# جائزة إسبانيا الكبرى للدراجات النارية 1955
جائزة إسبانيا الكبرى للدراجات النارية 1955 هو سباق دراجات نارية أقيم بتاريخ 1 مايو 1955. كان الجولة الأولى من أصل 8 في سباق الجائزة الكبرى للدراجات النارية موسم 1955. فاز ريج آرمسترونغ بفئة 500 سي سي بينما جاء الإيطالي كارلو بانديرولا في المركز الثاني وحصل على المركز الثالث الإيطالي أمبرتو ماسيتي.

## وصلات خارجية
- الموقع الرسمي